# إيرل ماك راوش
إيرل ماك راوش (بالإنجليزية: Earl Mac Rauch)‏ (1949 في الولايات المتحدة)؛ كاتب، كاتب سيناريو وروائي أمريكي.

## روابط خارجية
- إيرل ماك راوش على موقع IMDb (الإنجليزية)
- إيرل ماك راوش على موقع ألو سيني (الفرنسية)
- إيرل ماك راوش على موقع أول موفي (الإنجليزية)
- إيرل ماك راوش على موقع قاعدة بيانات الأفلام السويدية (السويدية)
- إيرل ماك راوش على موقع ديسكوغز (الإنجليزية)
- إيرل ماك راوش على موقع قاعدة بيانات الفيلم (الإنجليزية)
- إيرل ماك راوش على موقع كينوبويسك (الروسية)